# Cymiphis leptosceles
Cymiphis leptosceles är en spindeldjursart som först beskrevs av Lee 1966.  Cymiphis leptosceles ingår i släktet Cymiphis och familjen Ologamasidae. Inga underarter finns listade i Catalogue of Life.